# Антиредукционизм
Антиредукционизм — философское или научное учение, противоположное редукционизму и утверждающее, что не все свойства целого могут быть объяснены свойствами его составных частей и их взаимодействий. Одна из форм антиредукционизма (гносеологическая) показывает, что мы просто не в состоянии понять системы на уровне основных компонентов, и поэтому редукционизм должен был потерпеть неудачу. Другой вид антиредукционизма (онтологический) показывает, что полное объяснение основных компонентов не представляется возможным даже при изучении отдельных систем.

## Изучение
Несмотря на то, что разделение сложных явлений на части является ключевым научным методом, есть примеры (например, в физике, психологии, социологии, экологии), где такой подход не работает. Антиредукционизм возникает также в научных областях (например, история, экономика, антропология, медицина и биология), когда попытки объяснить сложные явления с помощью упрощенных явлений, не дают результатов.
В качестве примера антиредукционизма в психологии Дэвидсон предложил онтологию, которая предполагает использование «событий» для дачи антиредукционного ответа на споры ума/материи, чтобы показать невозможность определения двух компонентов с помощью психофизических законов.
Карл Поппер был известным сторонником антиредукционизма. В своей книге «Об облаках и часах» Поппер классифицировал явления на два типа: «часы» и «облачные» явления. «Часы» символизируют явления механической основы. «Облачные» явления являются неделимыми, и их объяснение зависит от процесса, в результате которого более крупные объекты возникают при взаимодействии с меньшими или более простыми объектами; таким образом, крупные объекты обладают свойствами, а меньшие объекты не проявляются. Поппер считал, что материалистическое объяснение сознания не представляется возможным.
Вельманс объясняет сознание редукционизма таким образом:

Большинство редукционистов признают, что сознание отличается от состояния мозга (или его функций), но утверждают, что состояние формируется функциями головного мозга. В общем, в большинстве случаев, они одновременно и признают, и отрицают, что состояние, сгенерированное головным мозгом, и состояния самого сознания — разные.

Вельманс не согласен с позицией редукционизма как и многие авторы. Проблема заключается в том, что наука не может объяснить тяжелую проблему сознания из-за субъективных ощущений, называемых квалиа. Однако более показательным примером является то, что наука не является самодостаточной сущностью, потому что теории, которые она использует, есть творения человеческого разума, а не просто результаты экспериментов и наблюдений. Также критерии для принятия конкретной теории не являются окончательными, выбираются между альтернативными вариантами, и требуют субъективного подхода.
По словам Алекс Розенберг и Дэвида Каплана, конфликт между физикализмом и антиредукционизмом может быть решён, если редукционисты и антиредукционисты признают, что с учетом когнитивных интересов и всех ограничений, немолекулярные объяснения не могут быть улучшены, исправлены или спрятаны в молекулярные.